# Air Bud – Champion auf vier Pfoten
Air Bud – Champion auf vier Pfoten ist ein US-amerikanischer Kinderfilm aus dem Jahr 1997 unter der Regie von Charles Martin Smith. Die Hauptrollen sind mit Michael Jeter, Kevin Zegers und Wendy Makkena besetzt. Der Film zog eine Reihe von Fortsetzungen nach sich.
Die erste Verfilmung der Air-Bud-Reihe wurde von Walt Disney Pictures präsentiert. Die Robert-Vince-Produktion entstand in Zusammenarbeit mit Keystone Pictures.

## Handlung
Nach dem Tod seines Vaters zieht Josh Framm mit seiner Familie in den Bundesstaat Washington. An der dortigen Schule fällt es ihm schwer, Kontakt zu anderen Mitschülern aufzunehmen; auch scheut er sich, dem Basketballteam beizutreten. Dann läuft ihm jedoch der Golden Retriever Buddy zu, der eigentlich dem Alkoholiker Snively gehört. Josh entdeckt, dass Buddy großes Talent fürs Basketballspiel besitzt. Gemeinsam treten Junge und Hund der Schulmannschaft bei, um diese schließlich zum Sieg zu führen.

## Auszeichnungen (Auswahl)
Der Film wurde 1997 bei den Genie Awards mit dem Golden Reel Award ausgezeichnet. Zudem erhielt er 1998 bei den Young Artist Awards einen Special Award in der Kategorie Best Family Feature Film – Comedy. Hauptdarsteller Kevin Zegers wurde als „Bester Darsteller“ geehrt.

## Kritik
Das Lexikon des internationalen Films urteilte, der Film sei ein „sympathischer Kinderfilm, der behutsam das Thema Tod in eine Freundschaft zwischen Mensch und Tier“ einbette. Die Story des Films werde „konsequent kindgerecht“ erzählt.

## Synchronisation
Die deutsche Synchronfassung entstand im Jahre 1997.
| Rolle           | Darsteller        | Dt. Synchronstimme   |
| --------------- | ----------------- | -------------------- |
| Norm Snively    | Michael Jeter     | Michael Pan          |
| Josh Framm      | Kevin Zegers      | Clemens Ostermann    |
| Jackie Framm    | Wendy Makkena     | Heidrun Bartholomäus |
| Coach Baker     | Stephen E. Miller | Ernst Meincke        |
| Arthur Chaney   | Bill Cobbs        | Helmut Krauss        |
| Rektorin Pepper | Nicola Cavendish  | Regina Lemnitz       |

## Fortsetzungen
1998 wurde mit Air Bud 2, auch bekannt als Air Bud 2 – Golden Receiver, eine erste Fortsetzung inszeniert. In der Hauptrolle war erneut Kevin Zegers zu sehen. In diesem Film steht statt Basketball Football im sportlichen Zentrum.
Im Jahre 2000 entstand mit Air Bud 3 – Ein Hund für alle Bälle eine zweite Fortsetzung. Dieser Film der Reihe war der erste, der direkt für den Videomarkt produziert wurde. Thematisch geht es hier um Fußball.
Mit Air Bud 4 – Mit Baseball bellt sich’s besser (2002) und Air Bud 5 – Vier Pfoten schlagen auf (2003) entstanden zwei weitere Fortsetzungen, die direkt für den Video- bzw. DVD-Markt produziert wurden.
2006 wurde mit dem Film Air Buddies – Die Welpen sind los eine Spin-off-Filmreihe ins Leben gerufen, die bisher insgesamt acht Teile umfasst: Snow Buddies – Abenteuer in Alaska (2008), Space Buddies – Mission im Weltraum (2009), Santa Buddies – Auf der Suche nach Santa Pfote (2009), Spooky Buddies – Der Fluch des Hallowuff-Hunds (2011) und Treasure Buddies – Schatzschnüffler in Ägypten (2012) sowie Super Buddies (2013).
Zusätzlich gab es 2010 noch Santa Pfotes großes Weihnachtsabenteuer, ein Prequel zu Santa Buddies – Auf der Suche nach Santa Pfote. 2012 folgte die Fortsetzung Santa Pfote 2 – Die Weihnachts-Welpen.
Für 2026 ist mit Air Bud Returns ein neuer Kinofilm der Reihe angekündigt. Die Regie übernimmt Robert Vince, der auch das Drehbuch verfasst und der Filmreihe als Regisseur und Produzent verbunden ist.